# 籠手田安定
籠手田 安定（こてだ やすさだ、1840年4月23日（天保11年3月21日） - 1899年（明治32年）3月30日）は、平戸藩士、剣術家、政治家。旧名は桑田源之丞。
滋賀県知事、元老院議官、島根県知事、新潟県知事、貴族院議員を歴任した。心形刀流と一刀正伝無刀流の免許皆伝の腕前を持ち、山岡鉄舟から一刀流正統の証の朱引太刀を授けられた。

## 生涯

### 生い立ち
平戸藩家臣桑田安親の長男として肥前国松浦郡平戸村（現・長崎県平戸市）に生まれる。先祖に戦国武将の籠手田安昌、籠手田安経、籠手田安一がいる。

### 幕末期
平戸藩（松浦静山）伝の心形刀流剣術を学び、免許皆伝を得る。幕末には藩探索方に任じられ京都で情報収集を行う。その傍ら直心影流戸田一心斎（栄之助）の道場に通い、師範代高山峰三郎と面識を持つ。
文久元年に藩主松浦詮の近習となり、慶応3年に入京。京都市内の警衛に従事し、慶応4年には天皇の大阪親征に供奉した。

### 明治期
明治に入り、約300年ぶりに籠手田姓に復す。松田道之の後を受け第2代滋賀県令に就任。大津で再会した高山峰三郎を滋賀県警察官に採用した。
1881年（明治14年）1月、無刀流山岡鉄舟に入門し、高弟となる。1882年（明治15年）7月16日、京都体育場で撃剣大会が開かれ、大蔵卿松方正義、京都府知事北垣国道、岡山県令高崎五六らが臨場。籠手田も参加し、渡辺篤と対戦した。渡辺は当時素性を隠していたが、元京都見廻組組員で、晩年に坂本龍馬暗殺を証言した人物である。
1883年（明治16年）11月、東京での地方官会議に出席する際、高山峰三郎ら関西の剣客約10名を引き連れ警視庁に試合を挑む。高山は警視庁選り抜きの撃剣世話掛36名を連破した。この出来事は明治剣道史の一大事件として知られる。
1885年（明治18年）6月14日、宮内省済寧館剣槍術大会に臨席する。
1887年（明治20年）、山岡鉄舟の武士道講話を筆録したとされる。この記録をもとに安部正人が編纂した書籍が、1902年（明治35年）、『武士道』として公刊されている。
1891年（明治24年）、自身の撃剣の門人を無試験で看守に採用したことが問題視され、同年11月25日の新潟通常県会で、「看守はあえて武者修行なる者にあらず。囚徒を監督するものなるを、おのれが撃剣好きなるゆえ採用せしなどとは、地方税を濫費せしいものというべし」と議員から糾弾された。また、同月20日付の新潟新聞においても、「自ら法を作て自ら之を破る者は我新潟県知事なり」と批判された。
このころ、京都の剣術家小関教政父子を新潟へ招き庇護し、教政に心形刀流と無刀流の免許皆伝を与えた。教政を引き連れ旧新発田藩剣術師範今井常固の道場を破る。強い剣客を配下に従えたびたび道場破りを行ったことは籠手田の悪癖であったといわれる。1897年（明治30年）、三女崇子と教政が結婚した（籠手田の死後、離婚している）。
1899年（明治32年）、死去。
1902年（明治35年）、滋賀県政の功績を讃え、天台寺門宗総本山園城寺境内に「籠手田安定頌徳碑」が建立された。

## 官職
- 1868年（明治元年）：大津県判事試補
- 1869年（明治2年）：大津県大参事
- 1875年（明治8年）：滋賀県権令
- 1878年（明治11年）：滋賀県令
- 1884年（明治17年）：元老院議官
- 1885年（明治18年）：島根県知事
- 1891年（明治24年）：新潟県知事
- 1896年（明治29年）：滋賀県知事
- 1897年（明治30年）：貴族院議員

## 栄典・受章・受賞
位階
- 1873年（明治6年）11月21日 - 従六位[5]
- 1884年（明治17年）8月30日 - 従四位[6]
- 1897年（明治30年）5月31日 - 正三位[7]

勲章等
- 1885年（明治18年）4月7日 - 勲三等旭日中綬章[8]
- 1889年（明治22年）11月25日 - 大日本帝国憲法発布記念章[9]
- 1893年（明治26年）6月29日 - 勲二等瑞宝章[10]
- 1897年（明治30年）12月28日 - 錦鶏間祗候[11]
- 1899年（明治32年）3月31日 - 勲一等瑞宝章[12]・男爵[13]

## 神社
- 滋賀県令時代に多くの治水事業に携わったことから高く評価され、同県長浜市の水引神社には肖像が安置されている[14]。

## 親族
襲爵した息子の籠手田龍（1876-1934）は陸軍砲兵大佐。次代の籠手田隆（1911年生まれ）はその長男で、慶応大学卒業後、企書院に勤務した。龍の娘・敏子（1912年生まれ）は台湾総督府判官だった鉅鹿義明と1935年に結婚し、1976年に『県令籠手田安定』を上梓した。